# Saison 2 de Vive la colo !
Chronologie
Saison 1
Cet article recense le guide des épisodes de la deuxième saison de la série française Vive la colo !

## Généralités
- Tournage : la série est principalement tournée à Salles-sur-Mer [1].

## Épisodes

### Épisode 1:Vive les mariés
- Première diffusion : 6 mai 2013 sur TF1
- Audience : 5,32 millions de téléspectateurs (20,7 %)
- Résumé :

### Épisode 2:Western
- Première diffusion : 6 mai 2013 sur TF1
- Résumé :

### Épisode 3:Les Embruns du savoir
- Première diffusion : 13 mai 2013 sur TF1
- Résumé :

### Épisode 4:Very bad Thomas
- Première diffusion : 13 mai 2013 sur TF1
- Résumé :

### Épisode 5:Ça roule
- Première diffusion : 20 mai 2013 sur TF1
- Résumé :

### Épisode 6:SOS colo
- Première diffusion : 20 mai 2013 sur TF1
- Résumé :